# Diego Reyes
Diego Antonio Reyes Rosales (Città del Messico, 19 settembre 1992) è un calciatore messicano, difensore o centrocampista del Tigres UANL.

## Caratteristiche tecniche
Era considerato uno delle migliori promesse del panorama mondiale; è dotato di un ottimo fisico e di una buona tecnica. Per queste caratteristiche in Messico viene considerato l'erede di Rafael Márquez.

## Carriera

### Club
Il 16 dicembre 2012 viene confermata la sua cessione al Porto per una cifra che si aggira sui 7 milioni di euro; il trasferimento si è reso ufficiale dal 1º luglio 2013, permettendo così a Reyes di disputare l'ultimo torneo con la maglia dell'América.

### Nazionale
Viene convocato per la Copa América Centenario negli Stati Uniti, così come ai Mondiali del 2018 in Russia, ma a quest'ultimi deve rinunciare a causa di un infortunio a pochi giorni dall'inizio della competizione, venendo sostituito da Érick Gutiérrez.

## Statistiche

### Cronologia presenze e reti in nazionale
| Cronologia completa delle presenze e delle reti in nazionale ― Messico | Cronologia completa delle presenze e delle reti in nazionale ― Messico | Cronologia completa delle presenze e delle reti in nazionale ― Messico | Cronologia completa delle presenze e delle reti in nazionale ― Messico | Cronologia completa delle presenze e delle reti in nazionale ― Messico | Cronologia completa delle presenze e delle reti in nazionale ― Messico | Cronologia completa delle presenze e delle reti in nazionale ― Messico | Cronologia completa delle presenze e delle reti in nazionale ― Messico |
| Data                                                                   | Città                                                                  | In casa                                                                | Risultato                                                              | Ospiti                                                                 | Competizione                                                           | Reti                                                                   | Note                                                                   |
| ---------------------------------------------------------------------- | ---------------------------------------------------------------------- | ---------------------------------------------------------------------- | ---------------------------------------------------------------------- | ---------------------------------------------------------------------- | ---------------------------------------------------------------------- | ---------------------------------------------------------------------- | ---------------------------------------------------------------------- |
| 4-7-2011                                                               | San Juan                                                               | Cile                                                                   | 2 – 1                                                                  | Messico                                                                | Coppa America 2011 - 1º turno                                          | -                                                                      | 25’                                                                    |
| 8-7-2011                                                               | Mendoza                                                                | Perù                                                                   | 1 – 0                                                                  | Messico                                                                | Coppa America 2011 - 1º turno                                          | -                                                                      |                                                                        |
| 12-7-2011                                                              | La Plata                                                               | Uruguay                                                                | 1 – 0                                                                  | Messico                                                                | Coppa America 2011 - 1º turno                                          | -                                                                      |                                                                        |
| 26-3-2013                                                              | Città del Messico                                                      | Messico                                                                | 0 – 0                                                                  | Stati Uniti                                                            | Qual. Mondiali 2014                                                    | -                                                                      |                                                                        |
| 1-6-2013                                                               | Houston                                                                | Messico                                                                | 2 – 2                                                                  | Nigeria                                                                | Amichevole                                                             | -                                                                      |                                                                        |
| 4-6-2013                                                               | Kingston                                                               | Giamaica                                                               | 0 – 1                                                                  | Messico                                                                | Qual. Mondiali 2014                                                    | -                                                                      |                                                                        |
| 22-6-2013                                                              | Belo Horizonte                                                         | Giappone                                                               | 1 – 2                                                                  | Messico                                                                | Conf. Cup 2013 - 1º turno                                              | -                                                                      |                                                                        |
| 15-8-2013                                                              | East Rutherford                                                        | Messico                                                                | 4 – 1                                                                  | Costa d'Avorio                                                         | Amichevole                                                             | -                                                                      |                                                                        |
| 7-9-2013                                                               | Città del Messico                                                      | Messico                                                                | 1 – 2                                                                  | Honduras                                                               | Qual. Mondiali 2014                                                    | -                                                                      |                                                                        |
| 11-9-2013                                                              | Columbus                                                               | Stati Uniti                                                            | 2 – 0                                                                  | Messico                                                                | Qual. Mondiali 2014                                                    | -                                                                      |                                                                        |
| 30-1-2014                                                              | San Antonio                                                            | Messico                                                                | 4 – 0                                                                  | Corea del Sud                                                          | Amichevole                                                             | -                                                                      |                                                                        |
| 6-3-2014                                                               | Atlanta                                                                | Messico                                                                | 0 – 0                                                                  | Nigeria                                                                | Amichevole                                                             | -                                                                      | 64’                                                                    |
| 29-5-2014                                                              | Città del Messico                                                      | Messico                                                                | 3 – 0                                                                  | Israele                                                                | Amichevole                                                             | -                                                                      |                                                                        |
| 3-6-2014                                                               | Chicago                                                                | Messico                                                                | 0 – 1                                                                  | Bosnia ed Erzegovina                                                   | Amichevole                                                             | -                                                                      |                                                                        |
| 29-6-2014                                                              | Fortaleza                                                              | Paesi Bassi                                                            | 2 – 1                                                                  | Messico                                                                | Mondiali 2014 - Ottavi di finale                                       | -                                                                      | 46’                                                                    |
| 12-11-2014                                                             | Amsterdam                                                              | Paesi Bassi                                                            | 2 – 3                                                                  | Messico                                                                | Amichevole                                                             | -                                                                      |                                                                        |
| 18-11-2014                                                             | Barysaŭ                                                                | Bielorussia                                                            | 3 – 2                                                                  | Messico                                                                | Amichevole                                                             | -                                                                      | 89’                                                                    |
| 29-3-2015                                                              | Los Angeles                                                            | Messico                                                                | 1 – 0                                                                  | Ecuador                                                                | Amichevole                                                             | -                                                                      |                                                                        |
| 1-4-2015                                                               | Kansas City                                                            | Messico                                                                | 1 – 0                                                                  | Paraguay                                                               | Amichevole                                                             | -                                                                      |                                                                        |
| 27-6-2015                                                              | Orlando                                                                | Messico                                                                | 2 – 2                                                                  | Costa Rica                                                             | Amichevole                                                             | -                                                                      | 62’                                                                    |
| 1-7-2015                                                               | Houston                                                                | Messico                                                                | 0 – 0                                                                  | Honduras                                                               | Amichevole                                                             | -                                                                      |                                                                        |
| 9-7-2015                                                               | Chicago                                                                | Messico                                                                | 6 – 0                                                                  | Cuba                                                                   | Gold Cup 2015 - 1º turno                                               | -                                                                      |                                                                        |
| 12-7-2015                                                              | Glendale                                                               | Guatemala                                                              | 0 – 0                                                                  | Messico                                                                | Gold Cup 2015 - 1º turno                                               | -                                                                      |                                                                        |
| 15-7-2015                                                              | Charlotte                                                              | Messico                                                                | 4 – 4                                                                  | Trinidad e Tobago                                                      | Gold Cup 2015 - 1º turno                                               | -                                                                      |                                                                        |
| 19-7-2015                                                              | East Rutherford                                                        | Messico                                                                | 1 – 0 dts                                                              | Costa Rica                                                             | Gold Cup 2015 - Quarti di finale                                       | -                                                                      |                                                                        |
| 22-7-2015                                                              | Atlanta                                                                | Panama                                                                 | 1 – 2 dts                                                              | Messico                                                                | Gold Cup 2015 - Semifinale                                             | -                                                                      |                                                                        |
| 26-7-2015                                                              | Filadelfia                                                             | Giamaica                                                               | 1 – 3                                                                  | Messico                                                                | Gold Cup 2015 - Finale                                                 | -                                                                      |                                                                        |
| 4-9-2015                                                               | Sandy                                                                  | Messico                                                                | 3 – 3                                                                  | Trinidad e Tobago                                                      | Amichevole                                                             | -                                                                      |                                                                        |
| 8-9-2015                                                               | Arlington                                                              | Argentina                                                              | 2 – 2                                                                  | Messico                                                                | Amichevole                                                             | -                                                                      |                                                                        |
| 10-10-2015                                                             | Pasadena                                                               | Stati Uniti                                                            | 2 – 3                                                                  | Messico                                                                | Amichevole                                                             | -                                                                      |                                                                        |
| 17-11-2015                                                             | San Pedro Sula                                                         | Honduras                                                               | 0 – 2                                                                  | Messico                                                                | Qual. Mondiali 2018                                                    | -                                                                      |                                                                        |
| 25-3-2016                                                              | Vancouver                                                              | Canada                                                                 | 0 – 3                                                                  | Messico                                                                | Qual. Mondiali 2018                                                    | -                                                                      |                                                                        |
| 28-5-2016                                                              | Atlanta                                                                | Messico                                                                | 1 – 0                                                                  | Paraguay                                                               | Amichevole                                                             | -                                                                      | 61’                                                                    |
| 1-6-2016                                                               | San Diego                                                              | Messico                                                                | 1 – 0                                                                  | Cile                                                                   | Amichevole                                                             | -                                                                      |                                                                        |
| 5-6-2016                                                               | Glendale                                                               | Messico                                                                | 3 – 1                                                                  | Uruguay                                                                | Coppa America Centenario - 1º turno                                    | -                                                                      |                                                                        |
| 13-6-2016                                                              | Houston                                                                | Messico                                                                | 1 – 1                                                                  | Venezuela                                                              | Coppa America Centenario - 1º turno                                    | -                                                                      |                                                                        |
| 18-6-2016                                                              | Santa Clara                                                            | Messico                                                                | 0 – 7                                                                  | Cile                                                                   | Coppa America Centenario - Quarti di finale                            | -                                                                      | 61’                                                                    |
| 6-9-2016                                                               | Città del Messico                                                      | Messico                                                                | 0 – 0                                                                  | Honduras                                                               | Qual. Mondiali 2018                                                    | -                                                                      |                                                                        |
| 11-11-2016                                                             | New York                                                               | Stati Uniti                                                            | 1 – 2                                                                  | Messico                                                                | Qual. Mondiali 2018                                                    | -                                                                      | 10’                                                                    |
| 16-11-2016                                                             | Panama                                                                 | Panama                                                                 | 0 – 0                                                                  | Messico                                                                | Qual. Mondiali 2018                                                    | -                                                                      | 16’                                                                    |
| 28-3-2017                                                              | Port of Spain                                                          | Trinidad e Tobago                                                      | 0 – 1                                                                  | Messico                                                                | Qual. Mondiali 2018                                                    | 1                                                                      | 75’                                                                    |
| 27-5-2017                                                              | Los Angeles                                                            | Messico                                                                | 1 – 2                                                                  | Croazia                                                                | Amichevole                                                             | -                                                                      | 46’                                                                    |
| 1-6-2017                                                               | East Rutherford                                                        | Irlanda                                                                | 1 – 3                                                                  | Messico                                                                | Amichevole                                                             | -                                                                      | 46’                                                                    |
| 8-6-2017                                                               | Città del Messico                                                      | Messico                                                                | 3 – 0                                                                  | Honduras                                                               | Qual. Mondiali 2018                                                    | -                                                                      |                                                                        |
| 11-6-2017                                                              | Città del Messico                                                      | Messico                                                                | 1 – 1                                                                  | Stati Uniti                                                            | Qual. Mondiali 2018                                                    | -                                                                      |                                                                        |
| 18-6-2017                                                              | Kazan'                                                                 | Portogallo                                                             | 2 – 2                                                                  | Messico                                                                | Conf. Cup 2017 - 1º turno                                              | -                                                                      |                                                                        |
| 21-6-2017                                                              | Soči                                                                   | Messico                                                                | 2 – 1                                                                  | Nuova Zelanda                                                          | Conf. Cup 2017 - 1º turno                                              | -                                                                      | cap. 90’                                                               |
| 24-6-2017                                                              | Kazan'                                                                 | Messico                                                                | 2 – 1                                                                  | Russia                                                                 | Conf. Cup 2017 - 1º turno                                              | -                                                                      | 39’                                                                    |
| 2-9-2017                                                               | Città del Messico                                                      | Messico                                                                | 1 – 0                                                                  | Panama                                                                 | Qual. Mondiali 2018                                                    | -                                                                      |                                                                        |
| 6-9-2017                                                               | San José                                                               | Costa Rica                                                             | 1 – 1                                                                  | Messico                                                                | Qual. Mondiali 2018                                                    | -                                                                      |                                                                        |
| 6-10-2017                                                              | San Luis Potosí                                                        | Messico                                                                | 3 – 1                                                                  | Trinidad e Tobago                                                      | Qual. Mondiali 2018                                                    | -                                                                      | 70’                                                                    |
| 24-3-2018                                                              | Santa Clara                                                            | Messico                                                                | 3 – 0                                                                  | Islanda                                                                | Amichevole                                                             | -                                                                      |                                                                        |
| 28-3-2018                                                              | Arlington                                                              | Messico                                                                | 0 – 1                                                                  | Croazia                                                                | Amichevole                                                             | -                                                                      | 61’                                                                    |
| 16-10-2018                                                             | Santiago de Querétaro                                                  | Messico                                                                | 0 – 1                                                                  | Cile                                                                   | Amichevole                                                             | -                                                                      |                                                                        |
| 16-11-2018                                                             | Córdoba                                                                | Argentina                                                              | 2 – 0                                                                  | Messico                                                                | Amichevole                                                             | -                                                                      |                                                                        |
| 27-3-2019                                                              | Santa Clara                                                            | Messico                                                                | 4 – 2                                                                  | Paraguay                                                               | Amichevole                                                             | -                                                                      |                                                                        |
| 5-6-2019                                                               | Atlanta                                                                | Messico                                                                | 3 – 1                                                                  | Venezuela                                                              | Amichevole                                                             | -                                                                      | 82’                                                                    |
| 9-6-2019                                                               | Arlington                                                              | Messico                                                                | 3 – 2                                                                  | Ecuador                                                                | Amichevole                                                             | -                                                                      | 64’                                                                    |
| 15-6-2019                                                              | Pasadena                                                               | Messico                                                                | 7 – 0                                                                  | Cuba                                                                   | Gold Cup 2019 - 1º turno                                               | 1                                                                      |                                                                        |
| 19-6-2019                                                              | Denver                                                                 | Messico                                                                | 3 – 1                                                                  | Canada                                                                 | Gold Cup 2019 - 1º turno                                               | -                                                                      |                                                                        |
| 2-7-2019                                                               | Glendale                                                               | Haiti                                                                  | 0 – 1 dts                                                              | Messico                                                                | Gold Cup 2019 - Semifinale                                             | -                                                                      | 91’                                                                    |
| 7-7-2019                                                               | Chicago                                                                | Messico                                                                | 1 – 0                                                                  | Stati Uniti                                                            | Gold Cup 2019 - Finale                                                 | -                                                                      | 89’                                                                    |
| 7-9-2019                                                               | East Rutherford                                                        | Stati Uniti                                                            | 0 – 3                                                                  | Messico                                                                | Amichevole                                                             | -                                                                      |                                                                        |
| Totale                                                                 |                                                                        | Presenze                                                               | 65                                                                     |                                                                        | Reti                                                                   | 2                                                                      |                                                                        |

## Palmarès

### Club

#### Competizioni nazionali
- Campionato messicano: 2

América: Clausura 2013
Tigres: Clausura 2023
- Campionato portoghese: 1

Porto: 2017-2018

#### Competizioni internazionali
- CONCACAF Champions League: 1

Tigres: 2020
- Campeones Cup: 1

Tigres: 2023

### Nazionale
- Oro olimpico: 1

Londra 2012
- Gold Cup: 2

2015, 2019